# وزنه‌برداری در المپیک تابستانی ۲۰۲۴ – ۴۹ کیلوگرم زنان
مسابقات وزنه‌برداری ۴۹ کیلوگرم زنان، یکی از وزن‌های وزنه‌برداری در المپیک ۲۰۲۴ پاریس بود که ۷ اوت ۲۰۲۴ در نمایشگاه پورت دو ورسای پاریس برگزار شد.

## رکوردها
با در نظر گرفتن رکوردهای این دوره، جدول رکوردها به شرح زیر است.
پیش از این رقابت، رکوردهای جهانی و المپیک موجود به شرح زیر بود.
| رکورد جهانی  | یک ضرب | هو ژیهوی (CHN)    | ۹۷ کیلوگرم  | فوکت، تایلند     | ۱ آوریل ۲۰۲۴  |  |
| رکورد جهانی  | دو ضرب | ری سونگ-گوم (PRK) | ۱۲۵ کیلوگرم | تاشکند، ازبکستان | ۴ فوریه ۲۰۲۴  |  |
| رکورد جهانی  | مجموع  | ری سونگ-گوم (PRK) | ۲۲۱ کیلوگرم | فوکت، تایلند     | ۱ آوریل ۲۰۲۴  |  |
|              |        |                   |             |                  |               |  |
| رکورد المپیک | یک ضرب | هو ژیهوی (CHN)    | ۹۴ کیلوگرم  | توکیو، ژاپن      | ۲۴ ژوئیه ۲۰۲۱ |  |
| رکورد المپیک | دو ضرب | هو ژیهوی (CHN)    | ۱۱۶ کیلوگرم | توکیو، ژاپن      | ۲۴ ژوئیه ۲۰۲۱ |  |
| رکورد المپیک | مجموع  | هو ژیهوی (CHN)    | ۲۱۰ کیلوگرم | توکیو، ژاپن      | ۲۴ ژوئیه ۲۰۲۱ |  |

رکورد المپیک در بخش دوضرب در این دوره جابجا شد.
| مدل   | ورزشکار        | رکورد جدید | گونه |
| ----- | -------------- | ---------- | ---- |
| دوضرب | هو ژیهوی (CHN) | ۱۱۷ ک. گ   | ر.ک  |

## نتایج
| رتبه | ورزشکار             | ملیت                | یک ضرب (کیلوگرم) | یک ضرب (کیلوگرم) | یک ضرب (کیلوگرم) | یک ضرب (کیلوگرم) | دو ضرب (کیلوگرم) | دو ضرب (کیلوگرم) | دو ضرب (کیلوگرم) | دو ضرب (کیلوگرم) | مجموع |
| رتبه | ورزشکار             | ملیت                | ۱                | ۲                | ۳                | نتیجه            | ۱                | ۲                | ۳                | نتیجه            | مجموع |
| ---- | ------------------- | ------------------- | ---------------- | ---------------- | ---------------- | ---------------- | ---------------- | ---------------- | ---------------- | ---------------- | ----- |
| 1    | هو ژیهوی            | چین                 | ۸۹               | ۸۹               | ۹۳               | ۸۹               | ۱۱۰              | ۱۱۷              | ۱۱۷              | ۱۱۷ ر.ک          | ۲۰۶   |
| 2    | میهایله کامبی       | رومانی              | ۸۹               | ۹۱               | ۹۳               | ۹۳               | ۱۰۶              | ۱۱۰              | ۱۱۲              | ۱۱۲              | ۲۰۵   |
| 3    | سورودکانا کامبائو   | تایلند              | ۸۶               | ۸۸               | ۸۸               | ۸۸               | ۱۱۰              | ۱۱۲              | ۱۱۴              | ۱۱۲              | ۲۰۰   |
| ۴    | سایکوم میرابای چانو | هند                 | ۸۵               | ۸۸               | ۸۸               | ۸۸               | ۱۱۱              | ۱۱۱              | ۱۱۴              | ۱۱۱              | ۱۹۹   |
| ۵    | جردن دلاکروز        | ایالات متحده آمریکا | ۸۴               | ۸۷               | ۸۸               | ۸۴               | ۱۰۵              | ۱۱۰              | ۱۱۱              | ۱۱۱              | ۱۹۵   |
| ۶    | فانگ وان-لینگ       | چین تایپه           | ۸۰               | ۸۳               | ۸۶               | ۸۶               | ۱۰۲              | ۱۰۶              | ۱۰۷              | ۱۰۷              | ۱۹۳   |
| ۷    | بئاتریز پیرون       | جمهوری دومینیکن     | ۸۵               | ۸۸               | ۸۸               | ۸۵               | ۱۰۲              | ۱۰۷              | ۱۱۰              | ۱۰۷              | ۱۹۲   |
| ۸    | ریرا سوزوکی         | ژاپن                | ۸۳               | ۸۵               | ۸۵               | ۸۳               | ۱۰۸              | ۱۱۲              | ۱۱۷              | ۱۰۸              | ۱۹۱   |
| ۹    | کاترین اچاندیا      | ونزوئلا             | ۸۳               | ۸۶               | ۸۶               | ۸۳               | ۱۰۵              | ۱۰۷              | ۱۰۹              | ۱۰۵              | ۱۸۸   |
| ۱۰   | رزینا راندافیاریسون | ماداگاسکار          | ۷۵               | ۸۰               | ۸۳               | ۸۰               | ۹۵               | ۱۰۰              | ۱۰۰              | ۱۰۰              | ۱۸۰   |
| ۱۱   | نیکولا لاگاتائو     | گوآم                | ۵۶               | ۵۹               | ۶۲               | ۵۹               | ۷۴               | ۷۷               | ۷۹               | ۷۷               | ۱۳۶   |
| —    | نینا سترکس          | بلژیک               | ۸۶               | ۸۶               | ۸۶               | —                | —                | —                | —                | —                | DNF   |